# Ferrocarril en Noruega

Mapa de las líneas ferroviarias de Noruega.— líneas electrificadas
— líneas no electrificadas
— líneas en desuso o históricos

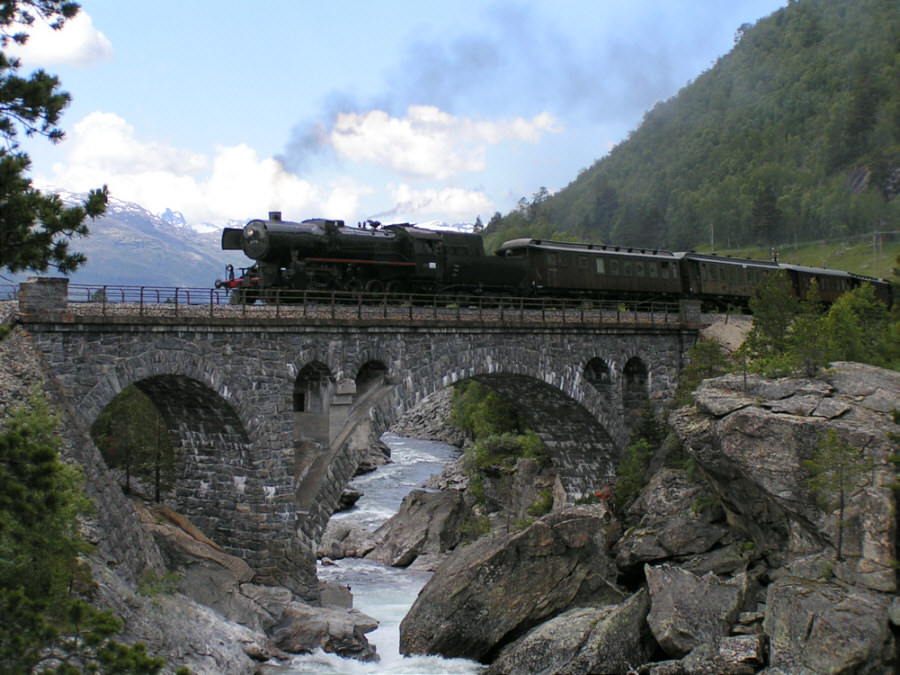
Una máquina de vapor de la clase 63.

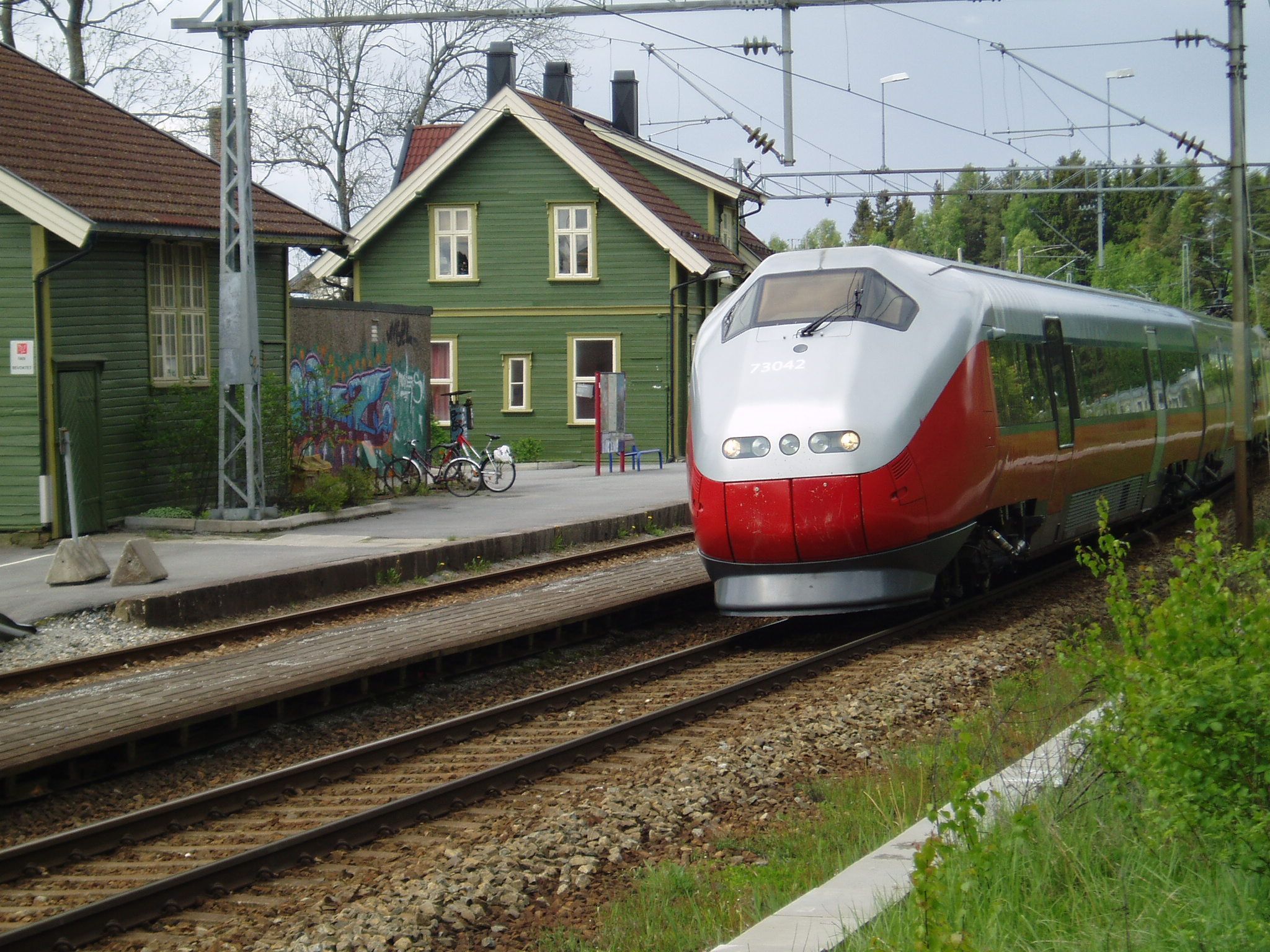
Una BM 73b en la estación de Råde.

El sistema ferroviario noruego consta de 4.087 km de vías de 1.435 mm (ancho estándar), de los cuales 2.622 km están electrificados y 242 km son de doble vía. Hay 696 túneles y 2.760 puentes.
La Dirección de Ferrocarriles de Noruega gestiona la red ferroviaria del país en nombre del Ministerio de Transportes y Comunicaciones. Bane NOR es una empresa estatal que construye y mantiene todas las vías férreas, mientras que otras empresas las explotan. Entre estas empresas se encuentran Vy y sus filiales Vy Gjøvikbanen y CargoNet, Flytoget, Go-Ahead, Green Cargo, Grenland Rail y Hector Rail.
Noruega es miembro de la Unión Internacional de Ferrocarriles (UIC). El código de país UIC de Noruega es 76.

## Historia

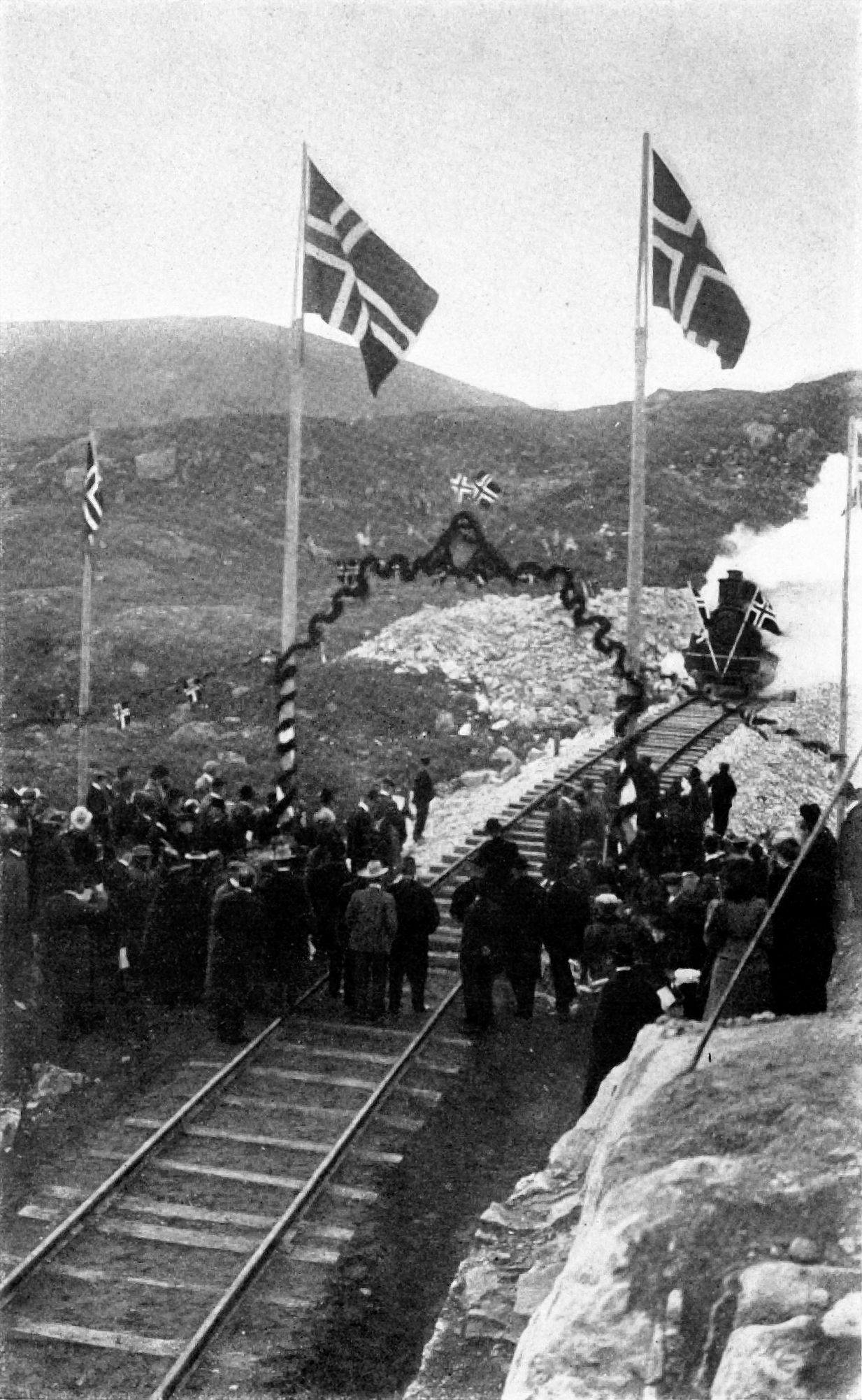
Finalización de la línea de Bergen.

El primer ferrocarril de Noruega fue la línea Hoved entre Oslo y Eidsvoll, inaugurada en 1854. El objetivo principal del ferrocarril era el transporte de madera para la construcción desde Mjøsa hasta la capital, pero también se ofrecía tráfico de pasajeros. En el periodo comprendido entre la década de 1860 y la de 1880, se produjo en Noruega un auge de la construcción de ferrocarriles más pequeños, incluidos ferrocarriles aislados en el centro y el oeste del país. El ancho de vía predominante en aquella época era de 1.067 mm (vía estrecha), pero algunas líneas se construyeron en 1.435 mm (ancho estándar). El punto álgido de la época llegó en 1877, cuando la línea de Røros conectó el centro de Noruega con la capital. En 1883, toda la red ferroviaria principal pasó a manos de los Ferrocarriles Estatales de Noruega (NSB), aunque una serie de ferrocarriles industriales y ramales siguieron siendo explotados por empresas privadas.
Tres ferrocarriles urbanos, en Oslo, Bergen y Trondheim, se pusieron en marcha en 1875 (Oslo), 1897 (Bergen) y 1901 (Trondheim). El sistema de Oslo, el único, comenzó con coches de caballos, los otros dos con coches eléctricos. Los coches ferroviarios eléctricos se introdujeron en Oslo en 1894 y el último coche de caballos funcionó en 1900.
Bergen cerró su sistema de 1ª generación entre 1944 y 1965, pero reintrodujo el LRT en 2006.
El segundo auge de la construcción del ferrocarril principal se produjo en la década de 1910 e incluyó la Línea de Bergen, que cruzaba Finse hasta Bergen y conectaba el este y el oeste de Noruega. También se construyeron otros proyectos de mayor envergadura a lo largo de la década de 1920, incluida una segunda línea, la Línea Dovre, hasta Trondheim. En este periodo también se construyeron los primeros ferrocarriles electrificados y se produjo una conversión constante de la vía estrecha a la vía estándar. Noruega optó por electrificar su red a 15 kV 16,7 Hz AC.
Durante la Segunda Guerra Mundial, las fuerzas alemanas llevaron a cabo una construcción masiva como parte de la creación de Festung Norwegen, incluyendo grandes tramos de la Línea Nordland y la finalización de la Línea Sørland. Después de la guerra, el principal esfuerzo fue completar la Línea Nordland (que llegó a Bodø en 1962) y completar la decisión de electrificar el 50% de la red, tarea que no se completó hasta 1970. Esto permitió la retirada de la locomotora de vapor, siendo sustituida por motores eléctricos como el 11 y el 13 o el Di 3 con motor diésel. En 1966 se inauguró el único metro de Noruega, el T-bane de Oslo, pero en la misma década se cerró el tranvía de Bergen. En los años 70 y 80 también se abandonaron muchos ramales.
En 1980 se completó el enorme proyecto de conexión de las redes ferroviarias oriental y occidental en torno a Oslo, con la apertura del Túnel de Oslo y la Estación Central de Oslo. En 1996, NSB se dividió en la Inspección de Ferrocarriles de Noruega, la Administración Nacional de Ferrocarriles de Noruega y la empresa operadora NSB BA. Desde entonces, las empresas se han dividido en 10 compañías y corporaciones distintas. En 1998 se inauguró la primera línea nueva en 36 años, cuando se abrió la línea de alta velocidad Gardermoen, que permite viajar a 210 km/h entre Oslo, el aeropuerto de Oslo y Eidsvoll. En la década de 1990 también se introdujeron masivamente las unidades múltiples en los trenes de pasajeros. En la década de 2000, el segmento de las mercancías se desreguló y varias empresas de transporte de mercancías empezaron a competir con la filial parcial de NSB, CargoNet.

## Red

### Vías
La red ferroviaria principal consta de 4.087 km de líneas, de los cuales 262 km son de doble vía y 60 km de alta velocidad (210 km/h). Además, hay 225 km de ferrocarriles urbanos, de los cuales 218 km son de doble vía. Además, hay algunas vías industriales y ramales menores y algunos ferrocarriles abandonados e históricos. Toda la red principal tiene un ancho de vía estándar de 1.435 mm, al igual que los ferrocarriles urbanos de Oslo y Bergen. De los ferrocarriles en funcionamiento en Noruega, sólo el tranvía de Trondheim tiene un ancho de vía diferente, el métrico, de 1.000 mm. Sin embargo, algunos ferrocarriles históricos funcionan con distintos tipos de vía estrecha.
La línea Kirkenes-Bjørnevatn solía ser el ferrocarril más septentrional del mundo, pero en 2010 fue superada por la línea Obskaya-Bovanenkovo de Rusia. Aun así, Narvik es una de las ciudades más septentrionales del mundo que cuenta con una conexión ferroviaria, ya que es la terminal de la línea Ofoten. Está conectada con Kiruna (Suecia), pero no con Bodø, el extremo norte de la red ferroviaria noruega. Sin embargo, Kiruna está conectada a la red ferroviaria sueca, que a su vez está conectada a la red noruega en las estaciones suecas de Charlottenberg, Storlien y Kornsjø.

### Tracción
2.622 km (64%) de la red ferroviaria están electrificados, todos ellos a 15 kV 16,7 Hz AC con catenaria. Los únicos tramos que no están electrificados son las líneas al norte de Mjøsa, con la única excepción de la línea Dovre y la línea Ofoten. En los tramos no electrificados se utilizan locomotoras diésel. Todos los ferrocarriles urbanos utilizan 750 V de corriente continua, a través de catenarias en los tranvías y a través de tercer riel en el T-bane de Oslo.

### Futuros planes de expansión
En sus planes, Bane NOR (antes: Administración Nacional de Ferrocarriles de Noruega) concentrará sus expansiones principalmente en la estrecha red que rodea a Oslo y las ciudades más grandes.
- Oslo-Ski: Nueva vía doble, en su mayor parte en túnel, para los trenes interurbanos, terminada en 2021. La doble vía existente se utiliza para los trenes de cercanías y de mercancías.
- Nuevo túnel bajo el centro de Oslo.
- Línea Vestfold: Un nuevo trazado entre Larvik y Porsgrunn, de unos 23 km, reducirá el tiempo de viaje en 22 minutos. El plan es hacer que toda la línea sea de doble vía desde Drammen a Porsgrunn a principios de la década de 2030.
- Línea Sørland: Los planes pueden incluir entre Porsgrunn y Skorstøl, lo que reajustaría los trenes hacia el sur de Noruega a través de Vestfold.
- Línea de Østfold: La línea de Østfold es hoy de doble vía tanto al norte como al sur de Moss, pero en Moss 10 km siguen siendo un cuello de botella de vía única. Los planes son realinear el ferrocarril a través de Moss, con vía doble a través de dos túneles. Otros planes son ampliar la vía doble hasta Fredrikstad en 2024, Sarpsborg en 2026 y Halden a mediados de la década de 2030.
- La línea Ringerike es un proyecto de ferrocarril entre Sandvika y Hønefoss que reducirá el tiempo de viaje entre Oslo y Hønefoss/Bergen en 50 minutos. Está previsto que la construcción comience en 2021 o 2022.
- Línea de Bergen: Doble vía desde Bergen hasta Arna. Los planes posteriores prevén una vía doble más al este hasta Stanghelle y Voss.
- Línea de Dovre: Ampliación del resto de la línea entre Eidsvoll y Hamar a doble vía en 2014. Los planes también contemplan la doble vía hasta Lillehammer hasta mediados de la década de 2030. El reajuste de Dovrebanen al sur de Trondheim puede realizarse junto con la reubicación de la terminal de mercancías de Trondheim.
- Línea Nordland/Línea Meråker: La electrificación de la línea Meråker y de la línea Nordland hasta Steinkjær está prevista para 2021. Los planes posteriores pueden incluir la doble vía entre Trondheim y Stjørdal, y un nuevo túnel entre Stjørdal y Levanger.[1]
- El tren ligero de Bergen se inauguró en 2010, y se están construyendo extensiones.
- Se está debatiendo si debe construirse un metro automatizado desde Lysaker hasta Fornebu, en las afueras de Oslo. También se ampliará el T-bane de Oslo, así como el tranvía de Trondheim.

Tren de alta velocidad
La cuestión de la construcción de un ferrocarril de alta velocidad entre las mayores ciudades del sur de Noruega se ha debatido a nivel político, y un informe estaba listo a finales de 2007. Los defensores del transporte ferroviario y los ecologistas han querido construir ferrocarriles de alta velocidad, incluida la mejora a 250 km/h de la línea Sørland, la línea Bergen y la línea Dovre, mientras que otros, como Norsk Bane, han sugerido la construcción de una nueva línea a través de Haukeli hasta Stavanger, Haugesund y Bergen.

### Patrimonio ferroviario
También hay varios ferrocarriles museo operativos en Noruega, como la línea Krøder, la línea Setesdal, la línea Urskog-Høland, la línea Thamshavn, la línea Rjukan, la línea Valdres, el ferrocarril Nesttun-Os y la antigua línea Voss. El Museo Noruego del Ferrocarril se encuentra en Hamar e incluye exposiciones de material ferroviario, objetos relacionados, así como archivos de documentos y fotografías.

### Líneas

#### Líneas plenamente operativas
| Nombre de la línea            | Estaciones terminales | Estaciones terminales | Longitud | Energía   | Inauguración            | Otra información                                                                                                  |
| ----------------------------- | --------------------- | --------------------- | -------- | --------- | ----------------------- | --- |
| Línea Bergen                  | Hønefoss              | Bergen                | 371 km   | Eléctrica | 1909-12-01              | Ruta operada Oslo S-Drammen-Bergen (495 km)                                                                       |
| Línea Flåm                    | Myrdal                | Flåm                  | 20 km    | Eléctrica | 1941-10-15              | Ramal a la línea de Bergen                                                                                        |
| Línea Randsfjord              | Hokksund              | Hønefoss              | 54 km    | Eléctrica | 1868-10-13              | Operado como parte de la línea de Bergen                                                                          |
| Línea Bratsberg               | Eidanger              | Nordagutu             | 47 km    | Eléctrica | 1917-12-17              | Ruta operada Porsgrunn-Notodden (incluida la línea Tinnos) Eidanger-Skien operada como parte de la Línea Vestfold |
| Línea Tinnos                  | Hjuksebø              | Notodden              | 10 km    | Eléctrica | 1909-08-09              | Ruta operada Porsgrunn-Notodden como parte de la Línea Bratsberg                                                  |
| Línea Dovre                   | Eidsvoll              | Trondheim             | 492 km   | Eléctrica | 1921-09-20              | Ruta operada Oslo S-Dombås-Trondheim (553 km)                                                                     |
| Línea Rauma                   | Dombås                | Åndalsnes             | 115 km   | Diésel    | 1924-11-30              | Funciona como ramal de la línea Dovre                                                                             |
| Línea Drammen                 | Oslo S                | Drammen               | 42 km    | Eléctrica | 1872-10-07              | |
| Línea Asker                   | Sandvika              | Asker                 | 15 km    | Eléctrica | 2005-08-01              | Línea paralela a la línea Drammen                                                                                 |
| Línea Spikkestad              | Asker                 | Spikkestad            | 12 km    | Eléctrica | (1872-10-07) 1973-06-03 | Ramal de la línea Drammen y originalmente parte de ella Ruta operada Spikkestad-Oslo S-Lillestrøm                 |
| Línea Gardermoen              | Etterstad             | Eidsvoll              | 64 km    | Eléctrica | 1999-08-22              | Ruta operada Oslo S-Lillestrøm-Gardermoen/-Eidsvoll                                                               |
| Línea Gjøvik                  | Oslo S                | Gjøvik                | 123 km   | Eléctrica | 1902-11-28              | |
| Línea Hoved                   | Oslo S                | Eidsvoll              | 84 km    | Eléctrica | 1854-09-01              | |
| Línea Kongsvinger             | Lillestrøm            | Charlottenberg        | 116 km   | Eléctrica | 1865-11-04              | Ruta operada Oslo S-Lillestrøm-Kongsvinger/-Suecia Continúa como Värmlandsbanan                                   |
| Línea Meråker                 | Hell                  | Storlien              | 70 km    | Diésel    | 1881-10-17              | Ruta operada Trondheim-Hell-Meråker-Suecia Continúa como Mittbanan                                                |
| Línea Nordland                | Trondheim             | Bodø                  | 734 km   | Diésel    | 1962-02-01              | |
| Línea Ofoten                  | Narvik                | Bjørnfjell            | 43 km    | Eléctrica | 1902-11-15              | Continúa como Malmbanan                                                                                           |
| Línea Røros                   | Hamar                 | Støren                | 382 km   | Diésel    | 1877-10-17              | Ruta operada Oslo S-Hamar-Røros-Trondheim                                                                         |
| Línea Sørland                 | Drammen               | Stavanger             | 549 km   | Eléctrica | 1944-03-01              | Ruta operada Oslo S-Kristiansand-Stavanger (588 km)                                                               |
| Línea Arendal                 | Arendal               | Nelaug                | 36 km    | Eléctrica | (1910-12-18) 1938-06-22 | Ramal de la línea Sørland Originalmente parte de la línea Treungen                                                |
| Línea Vestfold                | Drammen               | Eidanger              | 138 km   | Electric  | 1882-11-24              | Ruta operada (Lillehammer-)Oslo S-Skien                                                                           |
| Línea Østfold                 | Oslo S                | Kornsjø               | 171 km   | Eléctrica | 1879-07-25              | Ruta operada Oslo S-Halden/-Suecia Continúa como Norge/Vänernbanan                                                |
| Línea Østfold, línea oriental | Ski, Norway           | Rakkestad             | 54 km    | Eléctrica | 1882-11-24              | Ruta operada Oslo S-Rakkestad                                                                                     |

#### Líneas solo de carga
| Nombre de la línea            | Estaciones terminales | Estaciones terminales | Longitud | Energía   | Inauguración            | Otra información                                                   |
| ----------------------------- | --------------------- | --------------------- | -------- | --------- | ----------------------- | ------------------------------------------------------------------ |
| Línea Alnabru-Grefsen         | Grefsen               | Alnabru               | 4 km     | Eléctrica | 1901-01-20              | Conexión de la línea Hoved y la línea Gjøvik                       |
| Línea Brevik                  | Eidanger              | Brevik                | 9 km     | Eléctrica | 1882-11-24              | Derivación a la línea de Vestfold                                  |
| Línea Dalane-Suldal           | Dalane                | Suldal                | 1 km     | Eléctrica | 1943-05-15              | Derivación a la línea de Sørland                                   |
| Línea Loenga-Alnabru          | Loenga                | Alnabru               | 3 km     | Eléctrica | 1907-05-01              | Conexión de la línea Hoved con la línea Østfold                    |
| Línea Roa-Hønefoss            | Roa                   | Hønefoss              | 34 km    | Eléctrica | 1909-12-01              | Funciona como ramal de la línea de Bergen                          |
| Línea Skøyen-Filipstad        | Skøyen                | Filipstad             | 2 km     | Eléctrica | (1872-10-07) 1980-06-01 | Ramal de la línea Drammen, que originalmente formaba parte de ella |
| Línea Solør                   | Kongsvinger           | Elverum               | 88 km    | Diésel    | 1910-12-04              | Conexión de la línea Kongsvinger con la línea Røros                |
| Línea Stavne-Leangen          | Stavne                | Leangen               | 6 km     | Diésel    | 1882-11-24              | Conexión de la línea Dovre con la línea Nordland                   |
| Línea Østfold, línea oriental | Rakkestad             | Sarpsborg             | 26 km    | Eléctrica | 1882-11-24              | Alternativa a la línea de Østfold                                  |

#### Líneas sin tráfico regular
| Nombre de la línea | Estaciones terminales | Estaciones terminales | Longitud | Energía   | Inauguración | Descontinuación | Otra información             |
| ------------------ | --------------------- | --------------------- | -------- | --------- | ------------ | --------------- | ---------------------------- |
| Línea Nesttun      | Bergen                | Minde                 | 4 km     | Eléctrica | 1883-07-11   | 1965-02-01      | Ramal a la línea de Bergen   |
| Línea Hardanger    | Voss                  | Palmafoss             | 3 km     | Eléctrica | 1935-04-01   | 1985-06-01      | Ramal a la línea de Bergen   |
| Línea Kragerø      | Neslandsvatn          | Merkebekk             | 6 km     | Diésel    | 1927-12-02   | 1989-01-01      | Ramal a la línea de Sørland  |
| Línea Namsos       | Grong                 | Namsos                | 52 km    | Diésel    | 1933-11-01   | 1978-01-01      | Ramal a la línea de Nordland |
| Línea Numedal      | Kongsberg             | Rollag                | 48 km    | Diésel    | 1927-11-20   | 1989-01-01      | Ramal de la línea Sørland    |
| Línea Treungen     | Nelaug                | Simonstad             | 8 km     | Diésel    | 1910-12-18   | 1967-01-01      | Ramal de la línea Sørland    |

### Ferrocarriles históricos
| Nombre de la línea    | Estaciones terminales | Estaciones terminales | Longitud | Energía   | Inauguración | Descontinuación | Otra información                                   |
| --------------------- | --------------------- | --------------------- | -------- | --------- | ------------ | --------------- | -------------------------------------------------- |
| Antigua línea de Voss | Tunestveit            | Midttun               | 22 km    | Vapor     | 1883-07-11   | 1964-08-01      | Conexión con la línea de Bergen                    |
| Línea Krøder          | Vikersund             | Krøderen              | 26 km    | Vapor     | 1872-11-28   | 1958-01-19      | Conexión con la línea de Bergen                    |
| Línea Tinnos          | Notodden              | Tinnoset              | 30 km    | Eléctrica | 1909-08-09   | 1991-07-05      | Conexión por ferry Conexión con la línea Bratsberg |
| Línea Rjukan          | Mæl                   | Rjukan                | 16 km    | Eléctrica | 1909-08-09   | 1991-07-05      | Conexión por ferry Conexión con la línea Bratsberg |
| Línea Setesdal        | Grovane               | Røyknes               | 8 km     | Vapor     | 1896-11-27   | 1962-09-02      | Conexión con la línea de Sørland                   |
| Línea Urskog-Høland   | Sørumsand             | Fossum                | 4 km     | Vapor     | 1903-12-07   | 1960-07-01      |                                                    |
| Línea Thamshavn       | Bårdshaug             | Svorkmo               | 22 km    | Eléctrica | 1908-07-15   | 1974-05-30      |                                                    |
| Línea Valdres         | Eina                  | Dokka                 | 47 km    | Diésel    | 1902-11-28   | 1989-01-01      | Conexión con la línea de Gjøvik                    |

#### Tráfico no permitido
| Nombre de la línea | Estaciones terminales | Estaciones terminales | Longitud | Energía | Inauguración | Descontinuación | Otra información          |
| ------------------ | --------------------- | --------------------- | -------- | ------- | ------------ | --------------- | ------------------------- |
| Línea Flekkefjord  | Sira                  | Flekkefjord           | 17 km    | Diésel  | 1904-11-01   | 1991-01-01      | Ramal de la línea Sørland |
| Línea Kragerø      | Merkebekk             | Sannidal              | 12 km    | Diésel  | 1927-12-02   | 1989-01-01      | Ramal de la línea Sørland |
| Línea Numedal      | Rollag                | Rødberg               | 45 km    | Diésel  | 1927-11-20   | 1989-01-01      | Ramal de la línea Sørland |
| Línea Valdres      | Dokka                 | Bjørgo                | 43 km    | Diésel  | 1903-11-01   | 1989-01-01      | Ramal de la línea Gjøvik  |

### Ferrocarriles urbanos
- Línea Holmenkoll (Oslo T-bane) (1898)
- Línea Gråkallen (tranvía de Trondheim) (hasta Ila 1893, Lian 1933)
- Línea Røa (Oslo T-bane) (1912)
- Fløibanen (Bergen) (1914)
- Línea Lilleaker (tranvía de Oslo) (1919)
- Línea Sognsvann (Oslo T-bane) (1933)
- Línea Kjelsås (tranvía de Oslo) (1934)
- Línea Kolsås (Oslo T-bane) (1924)
- Línea Østensjø (Oslo T-bane) (1926)
- Línea Lambertseter (Oslo T-bane) (1957)
- Línea Grorud (Oslo T-bane) (1966)
- Línea Furuset (Oslo T-bane) (1970)
- Bybanen (Tranvía de Bergen) (2010)

## Enlaces ferroviarios con países adyacentes
Suecia es el único país con el que Noruega comparte fronteras ferroviarias. Suecia y Noruega comparten el gálibo, el ancho de vía, el sistema de señalización, el sistema eléctrico, el GSM-R y los sistemas de parada automática de trenes. La mayoría del material rodante puede cruzar la frontera. Hay cuatro pasos fronterizos: la línea Østfold-Noruega/Vänern, la línea Kongsvinger-Värmland, la línea Meråker-Central y la línea Ofoten-Iron Ore. Todos los cruces tienen tracción eléctrica en el lado sueco, pero la línea Meråker carece de ella en el lado noruego. Anteriormente había transbordadores ferroviarios operativos hacia Dinamarca.
Hay propuestas para conectar el norte de Noruega con Finlandia (el proyectado ferrocarril ártico) y Rusia. En Kirkenes, se propone conectar la línea Kirkenes-Bjørnevatn con el ferrocarril ruso Múrmansk-Nikel, y también se propone conectar la línea con la red finlandesa en Rovaniemi (ha habido una línea entre Rovaniemi y el ferrocarril de Múrmansk). En general, Rusia ha desestimado esta propuesta en favor de utilizar los puertos rusos en lugar de Kirkenes. Otra propuesta ha sido la de construir una línea desde Kolari hasta Skibotn y Tromsø, aunque la principal sugerencia es la de conectar con la línea existente hasta Narvik.

## Operación

### Compañías ferroviarias
Tradicionalmente, todos los trenes eran operados por Vy (antes NSB), pero la desregulación de la década de 2000 ha llevado a la introducción de una serie de nuevos operadores de mercancías, como CargoNet, Hector Rail, Tågåkeriet y Ofoten Line. El gobierno conservador-liberal intentó introducir licitaciones de obligaciones de servicio público (OSP) en rutas de pasajeros subvencionadas en 2005, pero el contrato lo ganó la filial de NSB, NSB Anbud, y el siguiente gobierno rojiverde ha cancelado más contrataciones de OSP. También el Tren Expreso del Aeropuerto se ha convertido en una empresa independiente.
En 2017, el Ministerio de Transportes y Comunicaciones de Noruega decidió desarrollar licitaciones para la explotación de servicios ferroviarios de pasajeros. El 4 de febrero de 2018 convocó una licitación para la prestación del paquete de tráfico 1 que comenzará el 15 de diciembre de 2019 y que comprende servicios de larga distancia en la línea Sørlandet de Oslo a Stavanger. En octubre de 2018 este paquete fue adjudicado a Go-Ahead Norge.
En marzo de 2018, la Dirección de Ferrocarriles de Noruega convocó una licitación para el paquete de tráfico 2, servicios de pasajeros en la línea Røros, la línea Meråker, la línea Rauma y la línea Nordland, además de servicios regionales en el condado de Trøndelag. SJ comenzará a operar el paquete el 7 de junio de 2020.
El 21 de diciembre de 2018, la Dirección de Ferrocarriles de Noruega lanzó licitaciones para el Paquete de Tráfico 3, servicios de pasajeros en la línea de Oslo a Bergen a partir del 13 de diciembre de 2020.

### Material rodante de pasajeros
Hasta los años 90, sólo los trenes de cercanías y regionales se explotaban con unidades múltiples, pero desde entonces Vy ha encargado numerosas unidades múltiples para sus líneas regionales y exprés. Los trenes exprés son operados con dieciséis unidades BM 73 con tecnología basculante, los regionales con dieciséis BM 70, seis BM 73b (ambas eléctricas) y quince BM 93 (diésel), mientras que los trenes de cercanías son operados por setenta y una BM 69 y treinta y seis BM 72 (ambas eléctricas), mientras que los trenes de cercanías alrededor de Trondheim, Trøndelag Commuter Rail, utilizan catorce unidades múltiples diésel BM 92. El tren expreso del aeropuerto utiliza dieciséis BM 71 y NSB Anbud opera con nueve unidades BM 69g. La línea Ofoten opera con tres unidades múltiples eléctricas BM 68.
Vy sigue utilizando trenes de pasajeros arrastrados por locomotoras en algunas de las líneas de larga distancia. Para ello utilizan veintidós El 18 y cinco Di 4, además de seis El 17 en la línea de Flåm. La mayoría de los coches son B7 en los servicios de larga distancia y B5 en los servicios regionales. La mayoría de las locomotoras han sido transferidas a la división de mercancías CargoNet.

### Material rodante de mercancías
CargoNet utiliza una combinación de treinta El 14, quince El 16, diecinueve Di 8 y seis CD66. Las demás compañías utilizan material retirado por NSB, incluyendo los siete El 13, cinco Di 3 y dos T43 de la línea Ofoten, los seis El 15 (ahora conocidos como 161) de HectorRail y los Rc2 de Tåkåkeriet.

## Ferrocarriles abandonados
- Losbylinja (Østmorksaga-Fjellhamar) (1861-1940)
- Kalvskinnet-Heimdallinjen (Kalvskinnet-Heimdal) (1864-1884)
- Línea Krøder (Vikersund-Krøderen) (1872-1985)
- Línea Sulitjelma (Finneid-Sulitjelma) (1892-1972)
- Ferrocarril Nesttun-Os (Nesttun-Os) (1894-1935)
- Línea Setesdal (Kristiansand-Byglandsfjord) (1896-1962)
- Línea Urskog-Høland (Sørumsand-Skulerud) (1896-1960)
- Línea Lillesand-Flaksvand (Lillesand-Flaksvann) (1896-1953)
- Línea Hafslund (Hafslund-Sundløkka) (1898-1973)
- Línea Tønsberg-Eidsfoss (Tønsberg-Eidsfoss) (1901-1938)
- Línea Holmestrand-Vittingfoss (Holmestrand-Vittingfoss) (1902-1938)
- Línea Skreia (Reinsvoll-Skreia) (1902-1987)
- Línea Lier (Lier-Svangstrand) (1904)
- Línea Flekkefjord (Sira-Flekkefjord) (1904-1990)
- Línea Valdres (Eina-Fagernes) (1906-1988)
- Línea Grimstad (Grimstad-Rise) (1907-1961)
- Línea del puerto de Oslo (Loenga-Filipstad) (1907-1983)
- Línea de Thamshavn (Løkken-Thamshavn) (1908-1974)
- Línea Rjukan (Rjukan-Mæl) (1908-1991)
- Línea Tinnos (Tinnoset-Notodden) (1908-1990)
- Línea Kirkenes-Bjørnevatn (Kirkenes-Bjørnevatn) (1910-1997)
- Línea Treungen (Nelaug-Treungen) (1913-1967)
- Línea Vestmarka (Skotterud-Vestmarka) (1918-)
- Línea Solbergfoss (Askim-Solbergfoss) (1918-)
- Línea Ålgård (Ganddal-Ålgård) (1924-1988)
- Línea Sperill (Hen-Sperillen) (1926-1957)
- Línea Numedal (Kongsberg-Rødberg) (1927-1988)
- Línea Kragerø (Neslandsvatn-Kragerø) (1927-1988)
- Línea Namsos (Grong-Namsos) (1933)
- Línea Hardanger (Voss-Granvin) (1935)
- Línea Røykenvik (Jaren-Røykenvik)
- Línea Ilsvika (Skansen-Fagervika)
- Línea Hauerseter-Gardermoen (Hauerseter-Gardermoen)

### Ferrocarriles urbanos abandonados
- Línea Lade (tranvía de Trondheim) (1901-1988)
- Línea Elgeseter (tranvía de Trondheim) (1913-1983)
- Línea Singsaker (Tranvía de Trondheim) (1927-1968)